# Another Day (Paul McCartney)
"Another Day" is een nummer van de Britse artiest Paul McCartney. Het verscheen niet op een regulier studioalbum, maar werd op 19 februari 1971 uitgebracht als zijn eerste solosingle.

## Achtergrond
"Another Day" is geschreven door Paul McCartney en zijn vrouw Linda en geproduceerd door Paul. Het werd opgenomen tijdens de sessies van het gezamenlijke album Ram, maar het is hier niet op te horen.

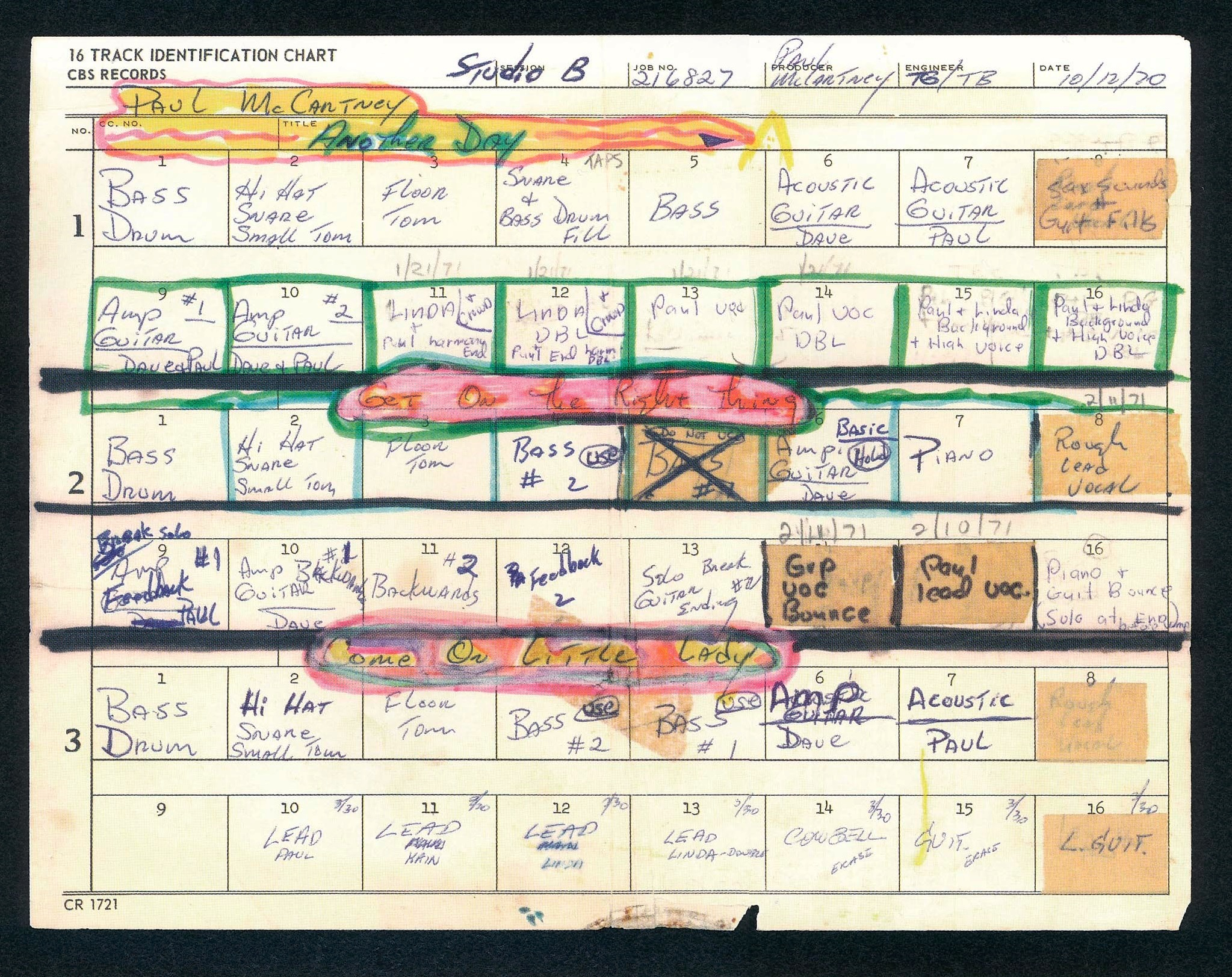
16 track schema voor "Another Day", "Get On The Right Thing" and "Eat at Home"; de eerste opnames voor het Ram album.

Het is het eerste nummer dat werd opgenomen tijdens deze sessies, op 12 oktober 1970. Op die dag speelden McCartney en Dave Spinozza de akoestische gitaren in en verzorgde toekomstig Wings-lid Denny Seiwell de drumpartijen. McCartney en Spinozza speelden daarna de elektrische gitaren in, en McCartney speelde zelf de basgitaar. Op 21 januari 1971 werd het nummer afgerond. Op deze dag werden geluidseffecten en de stem van McCartney toegevoegd.
"Another Day" is de eerste single die McCartney uitbracht nadat The Beatles uit elkaar waren gegaan. Hij liet het in januari 1969 echter al wel horen tijdens de opnamesessies van het album Let It Be. Het nummer gaat over de dagelijkse routine van een eenzame vrouw; McCartney gebruikte dezelfde observationele stijl al in het Beatles-nummer "Eleanor Rigby" uit 1966.
Linda McCartney verzorgde de harmonieën op "Another Day". Paul vertelde dat hun "sound" onafhankelijk zou moeten zijn van die van The Beatles. Hij voegde Linda toe als co-schrijver van het nummer op meer dan de helft van het nummers op Ram, en ook op "Another Day". Hoewel Linda hier weinig ervaring mee had, vertelde Paul dat zij meerdere teksten en melodieën heeft bedacht. Later werd aangenomen dat het toevoegen van Linda als co-schrijver een zakelijke beslissing was, waardoor McCartney's uitgeverij Northern Songs dacht dat hij hen "in principe de helft van het potentiële inkomen afneemt". Northern Songs sleepte de McCartneys in juli 1971 dan ook voor de rechter, wat uitpakte in het voordeel van Paul en Linda.
"Another Day" werd op 19 februari 1971 uitgebracht en werd een grote hit voor McCartney. Het bereikte de tweede plaats in de UK Singles Chart, terwijl in de Amerikaanse Billboard Hot 100 de vijfde plaats werd bereikt. Daarnaast bereikte het de nummer 1-positie in Australië, Frankrijk, Ierland en Spanje. In Nederland kwam de single tot de zesde plaats in de Top 40 en de derde plaats in de Daverende Dertig, terwijl in Vlaanderen de tiende plaats in de voorloper van de Ultratop 50 werd gehaald. Pas in 1993 verscheen het nummer voor het eerst op een album; dit gebeurde op de heruitgave van Ram.

## Hitnoteringen

### Nederlandse Top 40
| Hitnotering: 20-03-1971 t/m 08-05-1971 | Hitnotering: 20-03-1971 t/m 08-05-1971 | Hitnotering: 20-03-1971 t/m 08-05-1971 | Hitnotering: 20-03-1971 t/m 08-05-1971 | Hitnotering: 20-03-1971 t/m 08-05-1971 | Hitnotering: 20-03-1971 t/m 08-05-1971 | Hitnotering: 20-03-1971 t/m 08-05-1971 | Hitnotering: 20-03-1971 t/m 08-05-1971 | Hitnotering: 20-03-1971 t/m 08-05-1971 | Hitnotering: 20-03-1971 t/m 08-05-1971 |
| Week                                   | 1                                      | 2                                      | 3                                      | 4                                      | 5                                      | 6                                      | 7                                      | 8                                      |                                        |
| -------------------------------------- | -------------------------------------- | -------------------------------------- | -------------------------------------- | -------------------------------------- | -------------------------------------- | -------------------------------------- | -------------------------------------- | -------------------------------------- | -------------------------------------- |
| Nummer                                 | 19                                     | 8                                      | 6                                      | 6                                      | 10                                     | 15                                     | 21                                     | 32                                     | uit                                    |

### Daverende Dertig
| Hitnotering: 20-03-1971 t/m 01-05-1971 | Hitnotering: 20-03-1971 t/m 01-05-1971 | Hitnotering: 20-03-1971 t/m 01-05-1971 | Hitnotering: 20-03-1971 t/m 01-05-1971 | Hitnotering: 20-03-1971 t/m 01-05-1971 | Hitnotering: 20-03-1971 t/m 01-05-1971 | Hitnotering: 20-03-1971 t/m 01-05-1971 | Hitnotering: 20-03-1971 t/m 01-05-1971 | Hitnotering: 20-03-1971 t/m 01-05-1971 |
| Week                                   | 1                                      | 2                                      | 3                                      | 4                                      | 5                                      | 6                                      | 7                                      |                                        |
| -------------------------------------- | -------------------------------------- | -------------------------------------- | -------------------------------------- | -------------------------------------- | -------------------------------------- | -------------------------------------- | -------------------------------------- | -------------------------------------- |
| Nummer                                 | 22                                     | 9                                      | 5                                      | 3                                      | 8                                      | 12                                     | 23                                     | uit                                    |

### NPO Radio 2 Top 2000
| Nummer met noteringen in de NPO Radio 2 Top 2000 | '99 | '00  | '01  | '02  | '03  | '04  | '05  | '06  | '07 | '08  | '09-'11 | '12  |
| ------------------------------------------------ | --- | ---- | ---- | ---- | ---- | ---- | ---- | ---- | --- | ---- | ------- | ---- |
| Another Day                                      | 956 | 1542 | 1618 | 1249 | 1368 | 1846 | 1030 | 1952 | -   | 1814 | -       | 1915 |

1. ↑  Een '-' betekent dat het nummer niet was genoteerd en een vetgedrukt getal geeft de hoogste notering aan.
2. ↑  Deze tabel is bijgewerkt tot en met de laatste editie (2024).